# Breakthrough-díj
A Breakthrough-díj (Breakthrough Prize) magyarra fordítva az áttörés díja egy rangos nemzetközi tudományos díj, amelyet évente három kategóriában − fizika, élettan, matematika − ítélnek oda. A tudományos élet paradigmaváltó kutatásait támogató Breakthrough-díj a világ egyik legnagyobb pénzjutalommal járó tudományos elismerése, amelyet a tudomány Oscar-díjának is neveznek.
A 2012 óta átadásra kerülő díjat Sergey Brin, Anne Wojcicki, Mark Zuckerberg, Priscilla Chan, Jurij Milner, Julia Milner, Jack Ma és Cathy Zhang alapította. 2017-ben Pony Ma is csatlakozott az alapító szponzorokhoz. A nyilvánosan, online módon történő jelölések alapján a korábbi díjazottak választják ki a jelöltek szűkebb körét, akik közül a díjat odaítélő bizottság választja ki a nyerteseket. A díjat a Szilícium-völgyből nyilvánosan, televízió által is közvetítve adják át, hogy ezzel is inspirálják a tudósok következő generációját. Az ünnepi program részeként előadásokat és vitákat tartanak.
A díjjal 3 millió dollár, és egy szobor jár. A szobor az izlandi-dán Ólafur Elíasson alkotása, amely a fekete lyukakból és galaxisokból származó természetes formákat idézi; a toroid forma közepén egy DNS kettős hélix húzódik.
2012-ben még csak a fizikai kategória díjait osztották ki, 2013-tól díjazzák az élettan, 2015-től a matematika terén kiemelkedő teljesítményt nyújtó tudósokat.

## A díjazottak
| Év   | Élettani | Fizikai | Matematikai                                                              |
| ---- | --- | --- | ------------------------------------------------------------------------ |
| 2012 | Még nem osztották | Nima Arkani-Hamed Alan Guth Alekszej Kitajev Makszim Koncevics Andrej Linde Juan Maldacena Nathan Seiberg Ashoke Sen Edward Witten | Még nem osztották                                                        |
| 2013 | Cornelia Bargmann David Botstein Lewis Cantley Hans Clevers Titia de Lange Napoleone Ferrara Eric Lander Charles L. Sawyers Robert Weinberg Jamanaka Sinja Bert Vogelstein | Stephen Hawking Peter Jenni Fabiola Gianotti Michel Della Negra Tejinder Virdee Guido Tonelli Joe Incandela Lyn Evans Alekszandr Poljakov | Még nem osztották                                                        |
| 2014 | James Allison Mahlon DeLong Michael Hall Robert Langer Richard Lifton Alekszandr Varsavszkij                                                                               | Michael Green John Henry Schwarcz | Még nem osztották                                                        |
| 2015 | Alim Louis Benabid Charles David Allis Victor Ambros Jennifer Doudna | Saul Perlmutter Brian P. Schmidt | Simon Donaldson Makszim Koncevics Jacob Lurie Terence Tao Richard Taylor |
| 2016 | Edward Boyden John Hardy Helen Hobbs Svante Pääbo | Vang Ji-fang Kam-Biu Luk és a Daya Bay Team Atsuto Suzuki és KamLAND Team Koichiro Nishikawa és a K2K/T2K Team Arthur B. McDonald és a Sudbury Neutrínó Obszervatórium Team Takaaki Kajita Yoichiro Suzuki és a Super-Kamiokande Team Ronald Drever Kip Thorne Rainer Weiss | Ian Agol                                                                 |
| 2017 | Stephen Elledge Harry Noller Roel Nusse Ószumi Josinori Huda Zoghbi | Joseph Polchinski Andrew Strominger Cumrun Vafa | Jean Bourgain                                                            |
| 2018 | Joanne Chory Peter Walter Kazutoshi Mori Kim Nasmyth Don Cleveland | Charles Bennett Gary Hinshaw Norman Jarosik Lyman Page, David Spergel és a WMAP Science Team | Christopher Hacon James McKernan                                         |